# رينا شيمامورا
رينا شيمامورا (باليابانية: 島村 麗乃) (مواليد 17 سبتمبر 1991)، هو لاعب كرة قدم كان يلعب كمهاجم.

## وصلات خارجية
- رينا شيمامورا على موقع رابطة كرة القدم اليابانية للمحترفين (اليابانية)